# 哈倫縣 (肯塔基州)
哈倫縣（英語：Harlan County）是美國肯塔基州東南部的一個縣，東鄰維吉尼亞州。面積1,212平方公里。根據美國2000年人口普查，共有人口33,202人。縣治哈倫 （Harlan）。
成立於1819年1月28日。縣名紀念在美國獨立戰爭最後一役布魯利克斯之役中陣亡的西拉斯·哈倫 （Silas Harlan）。
本州最高的布萊克峰（Black Mountain，海拔1263公尺）位於本縣。本縣除坎伯蘭外，為一禁酒的縣。